# 阿拉夸斯
阿拉夸斯（加泰隆尼亞語：Alaquàs；西班牙语：Alacuás），是西班牙瓦伦西亚自治区巴伦西亚省的一个市镇。总面积4平方公里，总人口27733人（2001年），人口密度6933人/平方公里。